# 重庆时时彩
时时彩，全称中国福利彩票时时彩，是一种中华人民共和国财政部批准，重庆市福利彩票发行中心承销的福彩快开彩票，2元1注，分为“星彩玩法”以及“大小单双玩法”。
2007年4月时时彩网正式成立，由港交所上市公司华彩控股（港股代码：01371）投資持有，2012年起併入双色球彩投注服务，兩種都接受支付寶付款。

## 參看
- 重庆彩票官网 - 时时彩
- 中國福利彩票